# Kuckhof
Kuckhof ist ein Wohnplatz des Stadtteils Allerheiligen im Bezirk Rosellen der Stadt Neuss im Land Nordrhein-Westfalen.

## Lage
Im Süden ist Kuckhof von Feldern umgeben, nach denen im weiteren Verlauf der Dormagener Stadtteil Nievenheim folgt.
Im Norden bzw. Nordosten von Kuckhof schließt sich u. a. das Gewerbegebiet bzw. Nahversorgungszentrum von Allerheiligen an.

## Geschichte
Der Gutshof und damit auch die Ortschaft Kuckhof wurde erstmals 1050 als Kuckinghove erwähnt. Später kaufte das Stift St. Georg in Köln den Hof. Politisch gehörte der Ort bis 1794 zum Amt Hülchrath im Kurfürstentum Köln. Mit dem Einmarsch der französischen Truppen kam Kuckhof an die Commune Rosellen in der Mairie Norf. Nach dem Wiener Kongress kam das Rheinland an das Königreich Preußen. Kuckhof wurde ein Teil der Gemeinde Rosellen in der Bürgermeisterei Norf. 1927 wurde diese in Amt Norf umbenannt. Seit dem 1. Januar 1975 ist Kuckhof ein Teil der Stadt Neuss. Kuckhof gehört dem Stadtteil Allerheiligen bzw. dem Bezirk Rosellen an.
Zurzeit gibt es einen Bebauungsplanentwurf, der im südlichen Bereich zwei weitere große Baugebiete für Allerheiligen (Allerheiligen D1 und D2 aka Kuckhof West und Ost) ausweisen soll.

## Bevölkerungsentwicklung
- 1998: 204 Einwohner
- 2016: 218 Einwohner

## Wirtschaft

### Landwirtschaft
Kuckhof wurde von mehreren großen landwirtschaftlichen Betrieben geprägt: 
- Kuckhof: Erstmals 1050 als Kuckinghove erwähnt. Später im Besitz des Stift St. Georg in Köln. In der Säkularisationszeit vom französischen Staat verstaatlicht, kam er 1807 in Besitz der Geschwister Konrad und Maria Scheben aus Rosellen. Vermutlich wurde der Hof 1883 durch einen Neubau ersetzt. Er bestand aus einem geschlossenen, vierkantigen Backsteinhof. Vor einigen Jahren wurden die Gebäude zu Eigentumswohnungen umgebaut.
- Fronhof: Ein ehemaliger landwirtschaftlicher Betrieb am Alten Bach.
- Illinghausen: Ebenfalls am Alten Bach gelegen. Der Hof war ehemals im Besitz des Neusser Quirinusstiftes. Es handelt sich um eine geschlossene Hofanlage mit einem Wohnhaus aus dem 18. Jahrhundert. Diese Hofanlage ist im Besitz der Stadtverwaltung Neuss.

## Persönlichkeiten
- Heinrich Schuhmacher, Letzter Bürgermeister der Gemeinde Rosellen bis 31. Dezember 1974

Koordinaten: 51° 8′ N, 6° 45′ O